# Hans Lindberg (ishockeyspelare)
För andra betydelser, se Hans Lindberg.
Hans Lennart Brorsson Lindberg (Virus), född 16 januari 1945 i Gävle, är en svensk före detta ishockeyspelare (forward) och tränare. 
Lindberg spelade som forward för Brynäs IF under deras storhetstid på 1960-talet och 1970-talet. Han fick Skyttetrofén som poängbäste spelare i högsta serien säsongen 1966/1967. ”Virus” Lindberg avslutade karriären med två säsonger för Stockholmsbaserade AIK och en för Björklöven där han övergick till att bli tränare för laget. 
Lindberg ledde Björklöven till deras första SM-guld 1987. Han har även tränat Arosa i Schweiz och Luleå HF, samt var förbundskapten för Tre Kronor 1976/77 och 1977/78, inkluderat Sveriges första deltagande i Canada Cup. Lindberg var även tidigare expertkommentator på Canal+.

## Meriter
- Poängligavinnare 1967
- Swedish All-Star Team 1971
- VM-silver 1970, 1967
- VM-brons 1971
- SM-guld 1964, 1966, 1967, 1968, 1970, 1971, 1972
- Invald som spelare och ledare i Svensk ishockeys Hockey Hall of Fame

## Klubbar
- Brynäs IF 1961-1972 Division 1
- AIK, 1972-1974 Division 1
- IF Björklöven, 1974-1975 Division 1